# 中国中央电视台西部频道
中国中央电视台西部频道（英文名称：Channel WEST）是中国中央电视台拥有的一条以普通话广播、以新闻资讯为主的综合频道，是中央电视台的第二个综合频道。
该频道于2002年5月12日开播。2004年12月28日，该频道正式停播，由同时开播的社会与法频道取代。

## 记事
- 2002年4月29日，中央电视台举行新闻发布会，台长赵化勇宣布中央电视台西部频道（CCTV-12）将于2002年5月12日正式开播[5]。西部频道将以新闻、资讯立频道，“每逢整点有资讯，每逢半点有新闻”，而专题、文艺栏目是新闻、资讯为主的频道定位的丰富和有益补充[1]。
- 2002年5月12日，西部频道正式开播[2]。台标为CCTV+勺标“12”，以「让世界了解西部，让西部认识世界」为宗旨，宣传片使用黑色背景包装。
- 2004年12月28日，西部频道正式停播，由同时开播的社会与法频道取代[4]。

## 节目

### 曾播放节目

#### 新闻资讯节目
- 《西部新闻》：主要新闻栏目，2002年5月12日开播，2003年6月、2004年5月改版。每日20:30首播。
- 《东西沟通三人谈》：谈话节目，每周五、六、日21点首播，节目时长为30分钟，后节目停播，原时段划入《西部新闻》。
- 《新闻早报》：早间新闻节目，每天8:30首播，11:30重播，时长20分钟，后节目停播，原时段改为重播《西部新闻》。
- 《财经前线》：财经资讯节目，每天21:00首播，后节目停播，原时段划入《西部新闻》。
- 《每日资讯》：整点新闻资讯节目，逢整点滚动播出。后节目停播，改为《每日导视》。
- 《交通在线》：交通资讯节目，每日18:50首播，后节目停播。
- 《新闻夜话》：探讨社会热点话题的深度谈话节目。每周四期，周二、周四、周六、周日23:30首播，周一、三、五12:35、18:40、23:30重播。节目时长20分钟。
- 《天·地·人》：以西部为主题的纪实纪录片专栏，周一至周六19:30首播，次日01:40、17:30重播，时长30分钟。
- 《旅游黄金线》：西部旅游资讯节目，提供西部旅游的最新路线、价格服务、特色旅游、新景点介绍、出行指导、气象指南等，周一至周五18:20首播，次日9:45、13:00重播，时长20分钟。
- 《12/12》：报道西部大开发的新闻专题片。每天12:10首播，16:05、20:00重播，时长20分钟。
- 《西部论坛》：邀请西部地区的各级政府官员以及关注西部大开发的各界人士对话，共同讨论西部大开发热点话题。每周日19:45播出，时长40分钟。
- 《焦点访谈》：央视新闻中心制作的栏目，每天凌晨2:30重播。
- 《新闻联播》：央视新闻中心制作的栏目，每天凌晨2:43重播。

#### 文艺类节目
- 《魅力12》：主要文艺节目，由董卿主持，以多种形式展现各民族艺术以及各地民俗文化，每周六21:40首播，时长45分钟。2004年9月起开始在综合频道播出。节目随西部频道停播移至综艺频道播出，后改名为《魅力中国》。
- 《西部音画》：原为《魅力12》节目的“每周一歌”环节，播放反映西部民风民情的音乐电视作品，2003年6月30日改版成为《魅力12》的姊妹节目。
- 《一路顺风》：以西部旅游资讯为主题的游戏节目，周日19:30首播，周六22:35重播，时长55分钟。
- 《天天快乐》：以笑话及幽默短剧为主的小品栏目，与综合频道联播，每天19:10播出。
- 《欢乐周末》：2003年6月9日开播[6]，以小品、相声、歌曲、戏曲及家庭滑稽录像、动物趣闻为主的综艺娱乐性节目，每周六18:00首播，时长60分钟。
- 《精品荟萃》：重温央视各栏目及各大晚会的经典节目，每周日21:40分首播，时长110分钟。
- 《精品动画片》：2003年6月9日开播[6]，播放央视出品的经典动画片，每天10:10分首播， 16:30重播，时长50分钟。
- 《老片新看》：播放经典电视剧，周一至周五晚21:40两集连播。
- 《动感剧场》：精选重播《老片新看》剧场播放过的电视剧，周一至周五下午14:15两集连播。

#### 活动
- 《CCTV西部民歌电视大赛》

## 停播原因
- 央視副長張長明解釋，西部頻道被新頻道置換原因有三：

1. 央視頻道資源有限，在現有的十六個頻道基礎上再開新頻道有困難，所以做出置換決定。
2. 西部頻道開播以來，收視效果不好，在西部地區的落地情況也不好。
3. 開播兩年多的西部頻道，基本使命已完成。當時開設這個頻道是為了配合中央「西部大開發」的戰略，到現在為止，可以說這個目的已基本達到。

- 央視內部知情人士透露，“收視率低”是西部頻道停播的最主要原因。開辦一個覆蓋中國的頻道，每年投入至少幾千萬元人民幣，但西部頻道開播以來一直處於虧損[7][8]。